# Costa Mawson
|  |

La costa Mawson (en inglés, Mawson Coast) es la porción occidental de la Tierra de Mac. Robertson en la Antártida, que se extiende desde la bahía William Scoresby (67°24′S 59°34′E / -67.400, 59.567), límite con la costa Kemp de la Tierra de Enderby, hasta el monolito Murray (67°47′S 66°54′E / -67.783, 66.900), límite con la costa Lars Christensen. El mar que baña la costa Mawson suele ser denominado mar de la Cooperación.
Es área es reclamada por Australia como parte del Territorio Antártico Australiano. Al sector entre la bahía William Scoresby y el meridiano 60° Este Australia lo hace parte de la Kemp Land. La reclamación australiana está restringida por los términos del Tratado Antártico.
La Base Mawson 67°36′S 62°52′E / -67.600, 62.867 se ubica en el sector oeste y fue inaugurada en 1954. Es la estación polar más antigua de Australia. 

## Historia

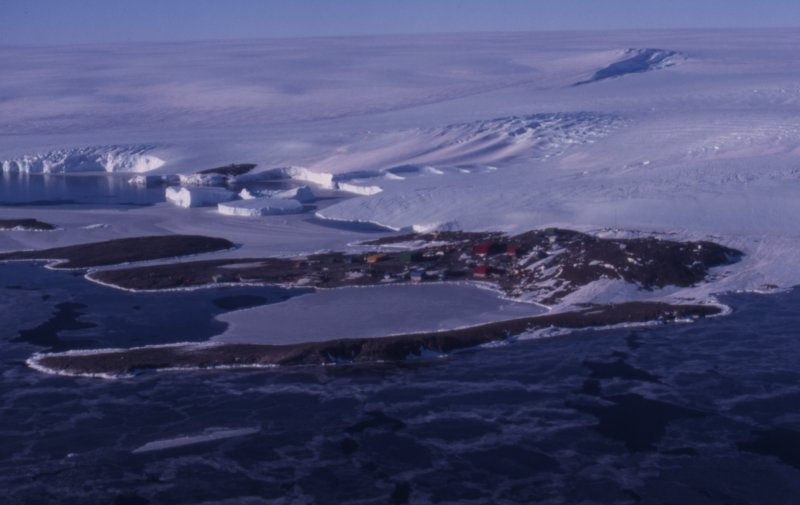
Base Mawson desde el aire.

La costa Mawson fue avistada durante la Expedición de investigación antártica británica, australiana y neozelandesa (BANZARE) (1929-1930), a cargo de Douglas Mawson.
Más exploraciones y desembarcos en el cabo Bruce y en el monolito Scullin fueron hechos durante la BANZARE, 1930-1931. La costa Mawson fue nombrada por el Antarctic Names Committee of Australia (ANCA) en homenaje a sir Douglas Mawson como reconocimiento por su contribución a las exploraciones antárticas.